# Opel 1,8

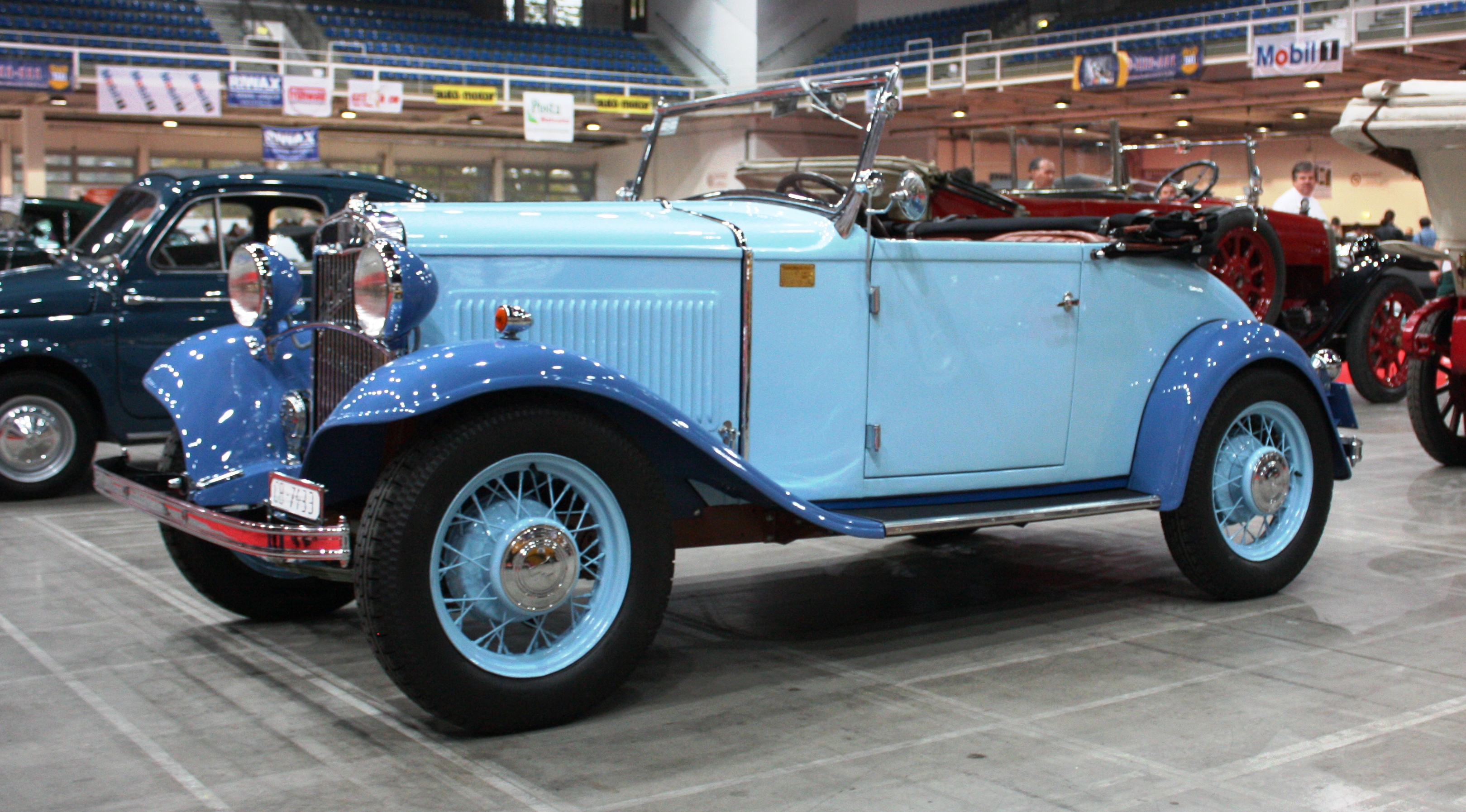
Opel 1,8 cabrio biplaza de la serie 1833.

El Opel 1,8 Litros es un coche familiar fabricado por Opel. La producción comenzó en enero de 1931 y continuó hasta noviembre de 1933. El Opel 1,8 fue el primer Opel nuevo que se lanzó tras la compra de una participación del 80 % en Opel por parte de General Motors (GM) y el primer Opel diseñado y desarrollado por GM en Norteamérica.
El motor de 1,8 litros ha sido visto como un sustituto del Opel 4/40 que dejó de producirse en septiembre de 1930, aunque en términos de prestaciones anunciadas, el nuevo modelo era menos potente y, en su lanzamiento, un poco más lento que el anterior, además de ser aproximadamente 300 kg más ligero.

## Motor
El coche venía con un motor de seis cilindros y válvulas laterales de 1790 cc alimentado por un carburador Solex 30FV. Una salida máxima de 32 CV (24 kW; 32 HP) a 3200 rpm. La velocidad máxima anunciada era de 85 kilómetros por hora (53 mph). La potencia se transmitía a las ruedas traseras mediante una caja de cambios de tres velocidades controlada con una palanca de transmisión al lado del conductor, en el medio del piso.
En 1933 se produjo un pequeño aumento tanto en la relación de compresión como en la potencia de salida declarada. La transmisión fue reemplazada por una unidad de cuatro velocidades, pero aún sin sincronizador. Así era ahora la transmisión que montaría el Opel »6« de 2 litros al año siguiente. La velocidad máxima reclamada aumentó a 90 kilómetros por hora (56 mph).

## Carrocerías
Cuando comenzó la producción en enero de 1931 con el Opel 1,8 Serie 18B, había tres opciones de carrocería diferentes. El modelo básico era un descapotable de dos plazas con ventanas laterales fijas y un asiento Dickey plegable en la parte trasera, con un agresivo precio de 3175 marcos. Había una limusina (berlina) de cuatro puertas y también un «Sonnen-Coupé» de dos puertas. El Sonnen-Coupé tenía un techo de imitación de cuero negro, que se podría confundir con un techo plegable y que, curiosamente, presagiaba los techos de vinilo que se pusieron de moda entre varios fabricantes de automóviles y sus clientes en Europa en los 70. El Sonnen-Coupé era de hecho un estilo ya familiar en Francia, donde los coches con este tipo de carrocería se llamaban «Faux-Cabriolets» («falsos descapotables»). Una novedad adicional del Opel Sonnen-Coupé de 1,8 litros fue un techo corredizo con paneles de acero abatibles, indicado por la referencia al sol en el nombre del coche.
Otros tipos de carrocería que pronto estuvieron disponibles fueron una carrocería «Touring» de dos puertas estilo Torpedo, un «Roadster» y una «Limousine» de dos puertas (berlina).

## Evolución
Durante su primer año, el Serie 18B de 1,8 litros disfrutó de un éxito fantástico en el mercado, con 15 739 coches producidos en un solo año. En 1931 y 1932, el mercado automovilístico alemán sufrió una grave depresión, ya que la economía sufrió las consecuencias del crac del 1929. Opel ya era el principal productor de automóviles de Alemania, pero el número de clientes que encontró el 1,8 es particularmente impresionante teniendo en cuenta la cifra total de ventas de turismos en Alemania de solo 56 039 en 1931.
A finales de 1931, Opel presentó el Serie 18C de 1,8 litros para el año 1932. Esto cambió poco con respecto a la Serie 18B, aunque la gama de carrocerías se amplió más. En el exterior, el parachoques de dos piezas fue reemplazado por un parachoques más simple de una sola pieza, aunque los de gama baja todavía venían sin parachoques. Los precios del fabricante para los automóviles de la Serie 18C eran, para la mayoría de las versiones con carrocería, varios cientos de marcos más bajos que los de sus equivalentes de 1931, lo que refleja varios años de deflación de precios en la economía alemana a principios de la década de 1930.

## Comercial
Entre enero de 1931 y noviembre de 1933, Opel produjo 32 285 modelos de 1,8 litros. El Opel 1.8 en 1931 fue el líder de ventas del mayor fabricante de automóviles de Alemania. En 1932 había perdido la posición frente al 1.2 más pequeño introducido recientemente por el fabricante. En 1933, el mercado automovilístico alemán inició una recuperación sostenida, con 82 048 automóviles vendidos, casi el doble que el año anterior, pero la mayor parte del crecimiento del mercado se logró gracias a los automóviles más pequeños y baratos recientemente disponibles, como el 1,2 litros de Opel y el DKW F2. Con 9 406 coches fabricados en 1933, su tercer y último año de producción, el Opel 1.8 alcanzó volúmenes impresionantes para un automóvil de seis cilindros.